# حوادث الطعن في فيينا 2018
في مساء 7 مارس 2018، وقع حادثا طعن بفيينا في النمسا. تم القبض على رجل بسبب كل من الهجومين. في 11 مارس 2018، وقع هجوم طعن منفصل على سفارة إيران في المدينة. عززت الحكومة النمساوية سياسة اللجوء بعد الهجمات.

## الأحداث

### الهجوم في ليوبولدشتادت
في الساعة 7:45 مساءً، هاجم رجل عائلة خارج مطعم ياباني في ليوبولدشتادت، بوسط فيينا، باستخدام سكين. لقد أصيب ثلاثة أفراد في مجموعة عائلية. في الساعة 8:15 مساءً، طعن المشتبه به شيشاني في محطة قطار براترستيرن. تم اعتقال رجل أفغاني يحمل سكاكين. لقد قادت قطرات الدماء الشرطة إلى مخبأه.

#### المشتبه به والدافع
ومع عدم وضوح ما إذا كان الحادثان مرتبطان مبدئيًا، اعترف الرجل البالغ من العمر 23 عامًا بالاعتداء على العائلة في وقت مبكر من الليل، ومع ادعائه أن الهجمات لم تكن ذات دوافع سياسية. زُعم أن المشتبه به هاجم العائلة بسبب «مزاجه السيئ والعدواني» والإحباط من وضع حياته كلها. أصيب أب يبلغ من العمر 67 عامًا بجروح تهدد حياته، وأصيبت الزوجة البالغة من العمر 56 عامًا وابنتهما البالغة من العمر 17 عامًا بجروح خطرة. قال المشتبه به أنه هاجم الرجل الثاني، البالغ من العمر 20 عامًا، لتسببه في إدمانه على المخدرات.
وصل المعتدي إلى النمسا في عام 2015 أثناء أزمة المهاجرين الأوروبية.
في 10 مارس، ذكرت وسائل الإعلام أن المشتبه به قد أدين بالفعل بتهريب المخدرات في عام 2016 وأنه قد حصل على ثلاثة أشهر من الاحتجاز المشروط، وهذا ما أكدته الشرطة. في اليوم السابق، أكدت السلطات أن الرجل كان في السجن من أغسطس إلى ديسمبر 2017 - أيضًا بسبب تهريب المخدرات - في كلاغنفورت.
في 12 مارس 2018 ذكرت أو أر أف، أن المشتبه به قد حاول الانتحار أثناء احتجازه.

#### التحقيق
بدأت وزارة الداخلية النمساوية تحقيقًا لتحديد الأخطاء المحتملة التي ارتكبتها السلطات فيما يتعلق بترحيل مبكر محتمل للمشتبه به. في 15 مارس، تحدث وزير الداخلية النمساوي هيربرت ككل عن مشكلة اتصال بين الهيئات المعنية، مما أدى إلى إطلاق سراح الجاني المدان.

### الهجوم على سفارة إيران
في الساعة 11:30 مساء 11 مارس 2018، تعرض جندي نمساوي لهجوم بسكين أمام السفارة الإيرانية في فيينا والتي كان يحرسها. تعرض الجندي للطعن مرارًا وتكرارًا، ولكن تم إنقاذ حياته بواسطة سترة واقية من الطعن كان يرتديها. لقد قُتل المهاجم بالرصاص. تم تشديد الأمن في البعثات الدبلوماسية في جميع أنحاء المدينة، لأن الشرطة خشيت أن يكون أشخاص آخرون قد تورطوا في الهجوم. قال متحدث باسم الشرطة، إن السترة الواقية أنقذت الجندي خلال تعرضه للطعن: «لقد بدأوا القتال لأن المعتدي كان قريبًا جدًا وأطلق عليه الجندي النار أربع مرات على الأقل بمسدسه». تم تفتيش منزل المهاجم ومراجعة أنشطته على الإنترنت.
كان مرتكب الجريمة نمساويًا من أصل مصري يبلغ من العمر 26 عامًا. وقالت السلطات إنه تعاطف مع الأيديولوجية الإسلامية المتطرفة، لكن الدافع الدقيق كان يخضع لمزيد من التحقيقات.

## ردود الأفعال
علق المستشار النمساوي سيباستيان كورتس في قضية ليوبولدشتادت قائلًا: «من الواضح أن أخطاءً متعددة قد ارتكبت في السنوات الأخيرة في سياسة الهجرة واللجوء. تسببت الهجرة غير المحدودة في العديد من المشكلات التي نواجهها حاليًا. لذلك، ستصلح الحكومة الفيدرالية الجديدة أخطاء السنوات الماضية»
في مجلة بروفيل، قال الخبير الأفغاني سراج الدين راسولي على قضية ليوبولدشتادت: «جاء بعض اللاجئين من أفغانستان كمجرمين أو أصبحوا خلال رحلتهم. وبين أفغانستان وباكستان وإيران وتركيا، سرقوا المهربين أو الاتجار بهم. بعض الشباب حتى الرجال تعرضوا للاغتصاب من قبلهم. وعندما يصلون إلى النمسا، يتم تجريدهم من إنسانيتهم ولا يعودوا ملتزمين بأعراف المجتمع الفعال. لقد فقدوا عتبة العنف».

## التأثير
في 13 مارس، أعلن وزير الداخلية النمساوي هربرت كيكل أن النمسا ستغير سياستها للجوء بسبب الحوادث التي وقعت في الأيام الأخيرة، قائلًا: «نحن بحاجة إلى مقاربات شجاعة... لن يفي قانون اللجوء الحالي بعد الآن بمطالب عالم معولم.» تعتزم الحكومة النمساوية استخدام رئاسة الاتحاد الأوروبي في النصف الثاني من العام للفوز بالتحالفات في أوروبا بشأن هذه المسألة. بالإضافة إلى ذلك، أعلن أنه يريد تحسين نظام Rückkehrberatung (استشارات العودة) لطالبي اللجوء.